# سان فيسينتي ديل راسبايج
[http:https://geohack.toolforge.org/geohack.php?language=ar&pagename=%D8%B3%D8%A7%D9%86_%D9%81%D9%8A%D8%B3%D9%8A%D9%86%D8%AA%D9%8A_%D8%AF%D9%8A%D9%84_%D8%B1%D8%A7%D8%B3%D8%A8%D8%A7%D9%8A%D8%AC&params=38_23_47_N_0_31_32_W_region:ES_type:city  38°23′47″N, 0°31′32″W]

علم البلدية

بلدية سان فيسينتي ديل راسبايج (بالإسبانية: San Vicente del Raspeig)‏, هي بلدية تقع في مقاطعة اليكانتي. جنوب شرق إسبانيا. يبلغ عدد سكانها 49.341 نسمة. تضم الحرم الرئيس لجامعة أليكانتي.

## أعلام
- خوانما أسيفيدو
- دانيال أدوغار
- كوسم
- ألبيرتو كاربونيل
- داريو بوفيدا

## وصلات خارجية
- (بالإسبانية)